# Heinrich Lemacher
Heinrich Lemacher (* 26. Juni 1891 in Solingen; † 16. März 1966 in Köln) war ein deutscher Komponist und Hochschullehrer.

## Biographie
Heinrich Lemacher studierte von 1911 bis 1916 am Konservatorium zu Köln und an der Bonner Universität, wo er 1916 in Musikwissenschaft promovierte. Von 1925 bis 1965 unterrichtete er Komposition, Theorie und Musikgeschichte an der Hochschule für Musik Köln, wo er seit 1928 eine Professur innehatte.
Bedeutende Schüler von Heinrich Lemacher waren Heinrich Weber, Bernd Alois Zimmermann und sein langjähriger Kollege an der Kölner Musikhochschule Hermann Schroeder, zugleich Mitautor seiner wichtigsten Lehrwerke.
Lemacher starb im Alter von 74 Jahren in einem Kölner Krankenhaus. Er war verwitwet von Maria Augusta Horst, die er 1927 in Köln geheiratet hatte.

## Schriften
- Heinrich Lemacher: Handbuch der Hausmusik. Graz 1948.
- Heinrich Lemacher, Hermann Schroeder: Handbuch der Kirchenmusik. Essen 1949.
- Heinrich Lemacher, Hermann Schroeder: Lehrbuch des Kontrapunktes. Mainz 1950.
- Heinrich Lemacher, Hermann Schroeder: Generalbaßübungen. Düsseldorf 1954.
- Heinrich Lemacher, Hermann Schroeder: Harmonielehre. Köln 1958.
- Heinrich Lemacher, Hermann Schroeder: Formenlehre der Musik. Hans Gerig Verlag, Köln 1962, ISBN 3-87252-009-1
- Heinrich Lemacher: Spasso ostinato. Hans Gerig Verlag, Köln 1964.

## Werke

### Ensemble-/Kammermusik
- Suite für Streicher op. 38/1
- Cellosonate op. 105
- Bläsersextett op. 208, für 3 Trompeten in B, 2 Posaunen u. Tuba
- Eia, Weihnacht: leichte Fantasie über beliebte Weihnachtslieder für Alt-Blockflöte (oder Querflöte), Violine, Violoncello u. Klavier

### Klavier- und Orgelmusik
- Glocken : Legende : Fanfaren; Werk 23
- Geteilte Freud' ist doppelte Freud': Fünffingerstücke für Klavier zu vier Händen; Werk 53, I
- Wölfchens Wochenend: für Klavier zu vier Händen; Werk 53,II
- Wir Kleinen klavieren zu Vieren: für Klavier zu vier Händen; Werk 53, V
- Idyllen: für Klavier zu vier Händen; Werk 101,IV
- Duisdorfer Kirmes: für Klavier zu vier Händen; op. 115
- Viel Freuden mit sich bringet: Variationen für Klavier; Werk 122, I

### Geistliche Chorwerke
- Missa Laudate Dominum für zweistimmigen Chor und Orgel (Harmonium); op. 134
- Missa Regina Pacis für vierstimmigen Chor und Orgel; op. 100
- Missa Pastor bonus  für dreistimmigen Chor und Orgel;  op. 170
- Missa Princeps pacis für dreistimmigen Chor und Orgel, Streich-Orchester ad lib.; op. 180